# Шикачик білоплечий
Шика́чик білоплечий (Edolisoma ostentum) — вид горобцеподібних птахів родини личинкоїдових (Campephagidae). Ендемік Філіппін.

## Опис
Довжина птаха становить 25 см. У самців верхня частина тіла темно-сіра, крила чорні, на плечах білі плями. Хвіст чорний, на кінці білий. Нижня частина тіла темно-сіра, гузка біла. Голова і верхня частина грудей чорні. У самиць голова і груди сірі, нижня частина тіла світліша.

## Поширення і екологія
Білоплечі шикачики поширені на островах Негрос і Панай. Раніше вони мешкали також на острові Гуймарас, однак нині там вимерли. Білоплечі шикачики живуть в рівнинних і гірських тропічних лісах. Зустрічаються на висоті до 1100 м над рівнем моря, хоча траплялися і на висоті 2150 м над рівнем моря.

## Збереження
МСОП класифікує цей вид як вразливий. За оцінками дослідників, популяція білоплечих шикачиків становить від 6 до 15 тисяч птахів. Їм загрожує знищення природного середовища.